# Elkhart (Illinois)
Elkhart – wieś w Stanach Zjednoczonych, w stanie Illinois, w hrabstwie Logan.